# Ordem da Paulownia
O Grande Cordão da Ordem das Flores Paulownia (桐花章 Tōka shō) é uma ordem presenteada pelo Governo do Japão. Estabelecida em 1888, durante a Restauração Meiji, essa condecoração é a maior das Ordens do Sol Nascente, mas está abaixo da Ordem do Crisântemo. A medalha é constituída por um sol vermelho nascente circulado por flores Paulownia. A única classificação da ordem é o Grande Cordão, usado como um cinturão e uma insígnia. De acordo com o Governo do Japão, tal ordem está sendo usada por um propósito diferente, e nenhuma pessoa até hoje recebeu essa honra.